# 129 Tauri
129 Tauri är en blåvit jätte i Oxens stjärnbild.
129 Tau har visuell magnitud +5,99 och befinner sig på ett avstånd av ungefär 735 ljusår.